# George Mitchell
George John Mitchell (Waterville (Maine), 20 augustus 1933) is een Amerikaans politicus en diplomaat van de Democratische Partij.

## Leven
Mitchell studeerde rechten aan de Georgetown University Law Center en was als federaal openbaar aanklager en -rechter werkzaam, alvorens hij in 1980 namens Maine in de Senaat terechtkwam. Tot 1995 had hij hierin zitting, vanaf 1989 als fractieleider van de Democraten.
Mitchell werd in 1995 door president Bill Clinton benoemd tot speciaal gezant voor Noord-Ierland, en werkte in die hoedanigheid mee aan de totstandkoming van het Goede Vrijdag-akkoord van 1998. Later was Mitchell als hoofdonderzoeker betrokken bij twee naar hem genoemde rapporten, het Mitchell-rapport van 2001 over de Tweede Intifada en het Mitchell-rapport van 2007 over het gebruik van verboden middelen in het Amerikaanse honkbal. Tussen 2009 en 2011 was Mitchell speciaal gezant voor het Midden-Oosten, waarbij hij zich vooral toelegde op het Israëlisch-Palestijnse conflict.
Mitchell heeft ook topfuncties in het bedrijfsleven bekleed. Zo was hij van 2004 tot 2007 voorzitter van The Walt Disney Company en bij zijn benoeming tot speciaal gezant voorzitter van het advocatenkantoor DLA Piper.
Eveneens is hij in de wetenschap werkzaam. Hij is namelijk rector magnificus van de Queens University Belfast en sinds 2002 verbonden aan de Columbia-universiteit, waar hij als onderzoeker zich bezighoudt met het zoeken naar oplossingen van internationale conflicten. In 2007 werd hij ook gasthoogleraar aan de Leeds Metropolitan University.
Mitchells vader is van Ierse, zijn moeder van Libanese afkomst. Hij is lidmaat van de Rooms-Katholieke Kerk.

## Onderscheiding
In 1998 werd hij samen met Sjeik Hasina Wajed onderscheiden met de Félix Houphouët-Boigny-Vredesprijs van de UNESCO.
2003: Four Freedoms Award Freedom medal